# 亞馬遜河大刺毛鼻鯰
亞馬遜河大刺毛鼻鯰，為輻鰭魚綱鯰形目毛鼻鯰科大刺毛鼻鯰屬的其中一種。該物種分布於南美洲亞馬遜河與奧里諾科河流域，體長可達8.8公分。